# King’s Cup (Fußball) 2023
Der King’s Cup 2023 (thailändisch คิงส์คัพ 2023) war die 49. Austragung eines Fußballwettbewerbs in Thailand. Ausgetragen und organisiert wurde der Wettbewerb vom thailändischen Fußballverband.

## Teilnehmende Mannschaften
| Mannschaft | Nationaler Verband                           | Regionaler Verband | Kontinentalverband           | FIFA-Weltrangliste |
| ---------- | -------------------------------------------- | ------------------ | ---------------------------- | ------------------ |
| Thailand   | Football Association of Thailand             | AFF                | Asian Football Confederation | 113. Platz         |
| Irak       | Iraqi Football Association                   | WAFF               | Asian Football Confederation | 70. Platz          |
| Indien     | All India Football Federation                | SAFF               | Asian Football Confederation | 99. Platz          |
| Libanon    | Fédération Libanaise de Football Association | WAFF               | Asian Football Confederation | 100. Platz         |

## Modus
Sollte es nach der regulären Spielzeit unentschieden stehen, wird die Entscheidung im Elfmeterschießen herbeigeführt. Es gibt keine Verlängerung. Es können fünf Spieler ausgetauscht werden. Die Sieger bestreiten das Finale, die Verlierer spielen um den dritten Platz.

## Austragungsort
Alle Spiele fanden in Chiangmai im 25.000 Zuschauer fassenden 700th Anniversary Stadium statt.

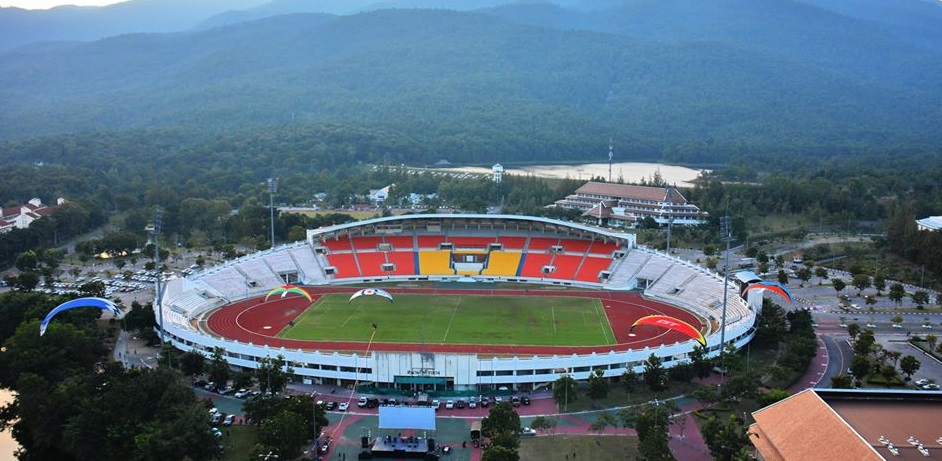
700th Anniversary Stadium

## Spiele

### Übersicht
|  | Halbfinale                     | Halbfinale                     | Halbfinale                     |   |          | Finale                          | Finale                          | Finale                          |
|  |                                |                                |                                |   |          |                                 |                                 |                                 |
|  | 7. September 2023 um 20:30 Uhr |                                |                                |   |          |                                 |                                 |                                 |
|  | 1                              | Thailand                       | 2                              |   |          |                                 |                                 |                                 |
|  | 2                              | Libanon                        | 1                              |   |          | 10. September 2023 um 20:30 Uhr | 10. September 2023 um 20:30 Uhr | 10. September 2023 um 20:30 Uhr |
|  |                                |                                |                                | 1 | Thailand | 2 (4)                           |                                 |                                 |
|  | 7. September 2023 um 17:30 Uhr | 7. September 2023 um 17:30 Uhr | 7. September 2023 um 17:30 Uhr |   | 3        | Irak                            | 2 (5)                           |                                 |
|  | 3                              | Irak                           | 2 (5)                          |   |          |                                 |                                 |                                 |
|  | 4                              | Indien                         | 2 (4)                          |   |          | Spiel um Platz 3                | Spiel um Platz 3                | Spiel um Platz 3                |
|  |                                |                                |                                |   |          | 2                               | Libanon                         | 1                               |
|  | 4                              | Indien                         | 0                              |   |          |                                 |                                 |                                 |
|  |                                |                                |                                |   |          | 10. September 2023 um 17:30 Uhr |                                 |                                 |

### Halbfinale
| Datum                          |          | Ergebnis        |         |
| ------------------------------ | -------- | --------------- | ------- |
| 7. September 2023 um 17:30 Uhr | Irak     | 2:2 (5:4 i. E.) | Indien  |
| 7. September 2023 um 20:30 Uhr | Thailand | 2:1             | Libanon |

### Spiel um Platz 3
| Datum                           |         | Ergebnis |        |
| ------------------------------- | ------- | -------- | ------ |
| 10. September 2023 um 17:30 Uhr | Libanon | 1:0      | Indien |

### Finale
| Datum                           |          | Ergebnis        |      |
| ------------------------------- | -------- | --------------- | ---- |
| 10. September 2023 um 20:30 Uhr | Thailand | 2:2 (4:5 i. E.) | Irak |

## Platzierung
| Platz    | Mannschaft |
| -------- | ---------- |
| 1. Platz | Irak       |
| 2. Platz | Thailand   |
| 3. Platz | Libanon    |
| 4. Platz | Indien     |